# Taishi Tamashiro
Taishi Tamashiro (japanisch 玉城 大志 Tamashiro Taishi; * 10. April 2001 in der Präfektur Saitama) ist ein japanischer Fußballspieler.

## Karriere
Taishi Tamashiro erlernte das Fußballspielen in der Jugend der Urawa Red Diamonds sowie in der Universitätsmannschaft der Sendai University. Von Anfang August 2023 bis Saisonende 2023 wurde er von der Universität an den Zweitligisten Thespakusatsu Gunma ausgeliehen. Während der Ausleihe kam er jedoch nicht zum Einsatz. Nach der Ausleihe wurde Tamashiro am 1. Februar 2024 fest von Thespakusatsu unter Vertrag genommen. Sein Zweitligadebüt gab Tamashiro am 16. März 2024 (4. Spieltag) im Heimspiel gegen den Ehime FC. Hier wurde er in der 64. Minute für Yūya Takazawa eingewechselt. Im August 2024 wechselte er bis Saisonende 2024 auf Leihbasis zum Drittligisten Gainare Tottori. Für den Verein aus der Präfektur Tottori bestritt er fünf Ligaspiele. Nach der Ausleihe kehrte er zu Thespakusatsu Gunma zurück.  Am Ende der Saison 2024 musste Gunma als Tabellenletzter den Weg in die Drittklassigkeit antreten.